# المسمار الذهبي
41°37′4.67″N 112°33′5.87″W / 41.6179639°N 112.5516306°W

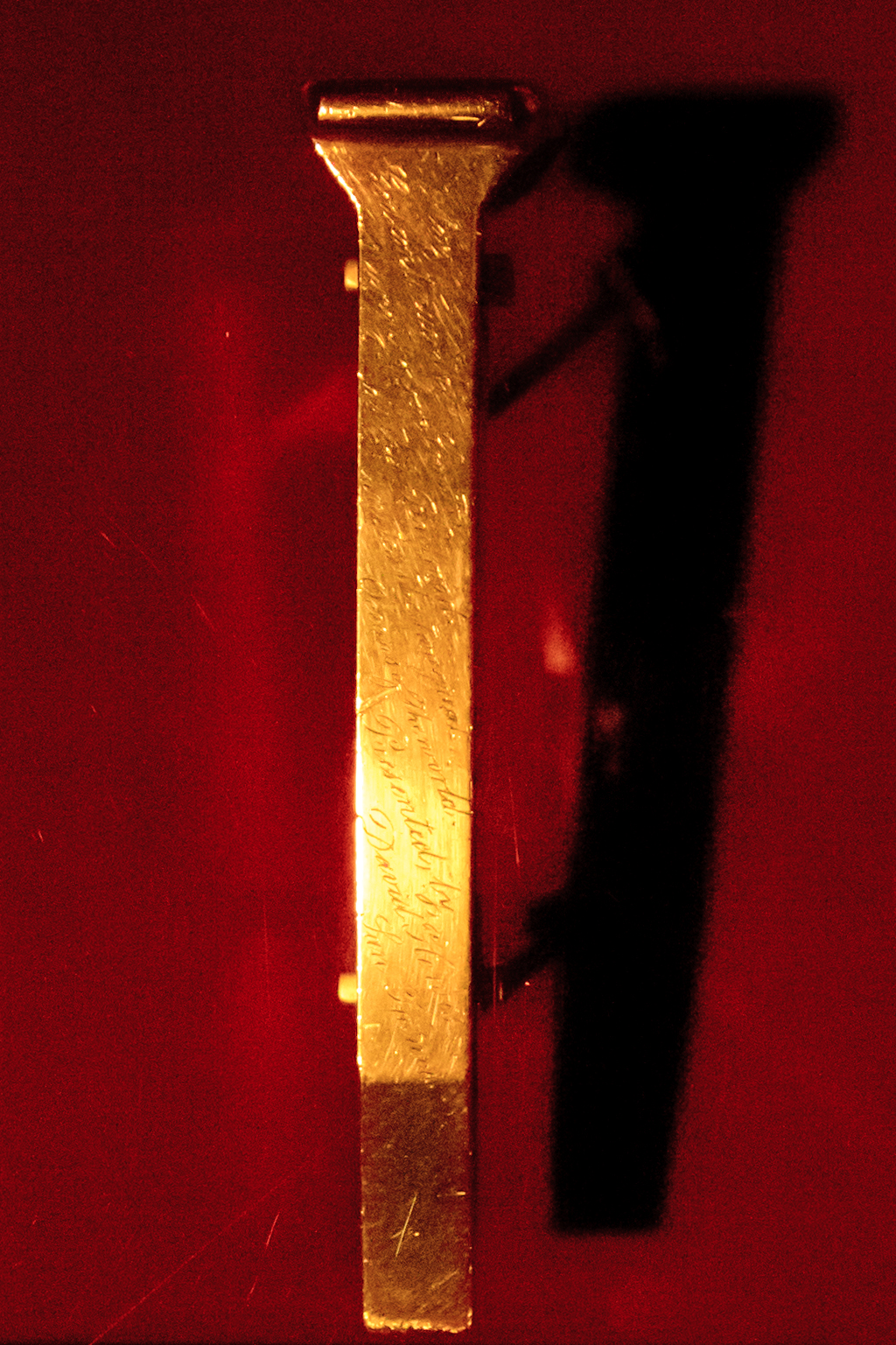
المسمار الذهبي الأصلي، معروض في متحف كانتور للفنون في جامعة ستانفورد

المسمار الذهبي (المعروف أيضاً باسم المسمار الأخير) هو مسمار ذهبي احتفالي بعيار 17.6 قيراطاً دَقَّه ليلند ستانفورد لربط قضبان أول سكة حديدية ممتدة عبر القارة عبر الولايات المتحدة التي تربط سكك حديد وسط المحيط الهادئ من ساكرامنتو وسكك حديد يونيون باسيفيك من أوماها في 10 مايو 1869، في قمة بروموتوري، إقليم يوتا. يستخدم مصطلح "المسمار الأخير" للإشارة إلى المسمار الذي يُدقُّ في الاحتفال بإكمال أي مشروع سكك حديدية جديد، خاصة تلك التي يكون فيها البناء من نقطتين متباعدتين نحو نقطة التقاء مشتركة. المسمار معروض حالياً في متحف كانتور للفنون في جامعة ستانفورد.

## التاريخ
كانت فكرة إكمال الرابط الأخير في السكة الحديدية العابرة للقارات بمسمار من الذهب هي فكرة ديفيد هيوز، وهو ممول ومقاول من سان فرانسيسكو.
صُنِعَ المسمار في وقت سابق من ذلك العام مخصوصاً بهذا الحدث من قبل مَسبَك ويليام تي. غاريت في سان فرانسيسكو، ونُقِش على جانبين منه أسماء مسؤولي ومديري السكك الحديدية. اختيرت عارضة خاصة من خشب غار كاليفورنيا المصقول لإكمال الخط حيث سيُدَق المسمار. كان من المقرر أصلاً إقامة الاحتفال في 8 مايو 1869 (التاريخ المنقوش فعلياً على المسمار)، لكن الموعد تأجل يومين بسبب سوء الأحوال الجوية ونزاع عمالي أَخَّر وصول جانب خط سكة حديد يونيون باسيفيك.

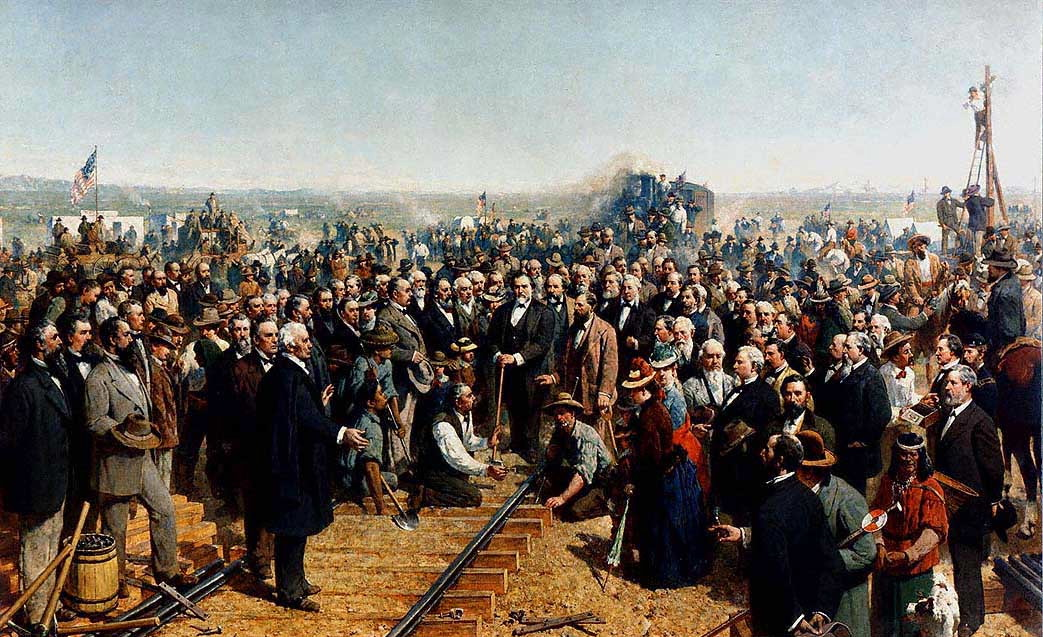
"المسمار الأخير"، لوحة من عام 1881 بواسطة توماس هيل

سُحِبَت قاطرتان هما يونيون باسيفيك رقم 119 وسينترال باسيفيك رقم 60 (المعرفة باسم جوبيتر) وجهاً لوجه على قمة بروموتوري في 10 مايو تحسباً للاحتفال. لا يُعرف عدد الأشخاص الذين حضروا الحدث، حيث تتراوح التقديرات من 500 إلى 3,000 شخص؛ وكان مسؤولو الحكومة والسكك الحديدية وعمال المسار حاضرين لمشاهدة الحدث.
قبل دق المسمار الأخير، دُقَّت ثلاثة مسامير تذكارية أخرى، قُدمت نيابة عن الأعضاء الثلاثة الآخرين من الأربعة الكبار لسكك حديد وسط المحيط الهادئ الذين لم يحضروا الاحتفال. يوجد في العارضة الخشبية المثقوبة مسبقاً:
- مسمار ذهبي ثانٍ، بجودة أقل، قدمته صحيفة سان فرانسيسكو نيوز ليتر، صُنع من ذهب بقيمة 200 دولار ونُقش عليه: "بهذا المسمار تقدم سان فرانسيسكو نيوز ليتر تحيتها للعمل العظيم الذي ربط المحيطين الأطلسي والهادئ."
- مسمار فضي، قدمته ولاية نيفادا؛ شَكِّلَ بالطَّرق وليس بالصب، من 25 أونصة (710 غ) من الفضة غير المصقولة.
- مسمار مصنوع من مزيج من الحديد والفضة والذهب، قدمه إقليم أريزونا، نُقش عليه: "مضلعاً بالحديد مكسواً بالفضة ومتوجاً بالذهب تقدم أريزونا هديتها للمشروع الذي ربط القارة وحدد مساراً للتجارة."[5]

سُلِّمَ هذا المسمار إلى رئيس يونيون باسيفيك أوليفر آمز جونيور بعد الاحتفال، وقد قام أحد أحفاد سيدني ديلون في عام 1943 بالتبرع بالمسمار إلى متحف مدينة نيويورك. كان معروضاً لفترة في متحف سكك حديد يونيون باسيفيك في كاونسل بلافس، آيوا، حتى باع متحف مدينة نيويورك المسمار في يناير 2023 عبر مزاد علني لتمويل قطع أخرى في مجموعة مقتنيات المتحف، وبلغ العرض الفائز 2٫2 مليون دولار أمريكي.
كان المسمار الذهبي مصنوعاً من الذهب عيار 17.6 قيراط (73%) مخلوطاً بالنحاس، ووزنه 14.03 أونصة (398 غ). أُسقِطَ في ثقب محفور مسبقاً في عارضة الغار الاحتفالية الأخيرة، ودُقَّ برفق في مكانه باستخدام مطرقة فضية احتفالية. نُقِشَ على جوانب المسمار الأربعة:
- "بدأ العمل في سكة حديد المحيط الهادئ في 8 يناير 1863، واكتمل في 8 مايو 1869."
- "مديرو سكك حديد وسط المحيط الهادئ في كاليفورنيا. السيد ليلند ستانفورد. سي. بي. هنتنغتون. إي. بي. كروكر. مارك هوبكنز. إيه. بي. ستانفورد. إي. إتش. ميلر جونيور."
- "المسؤولون. السيد ليلند ستانفورد. الرئيس. سي. بي. هنتنغتون نائب الرئيس. إي. بي. كروكر. محامٍ. مارك هوبكنز. أمين الصندوق. تشارلز كروكر المشرف العام. إي. إتش. ميلر جونيور. سكرتير. إس. إس. مونتاغ. المهندس الرئيس."
- "ليحفظ الله وحدة بلادنا، كما توحد هذه السكة الحديدية المحيطين العظيمين في العالم. مقدم من ديفيد هيوز سان فرانسيسكو."[3]

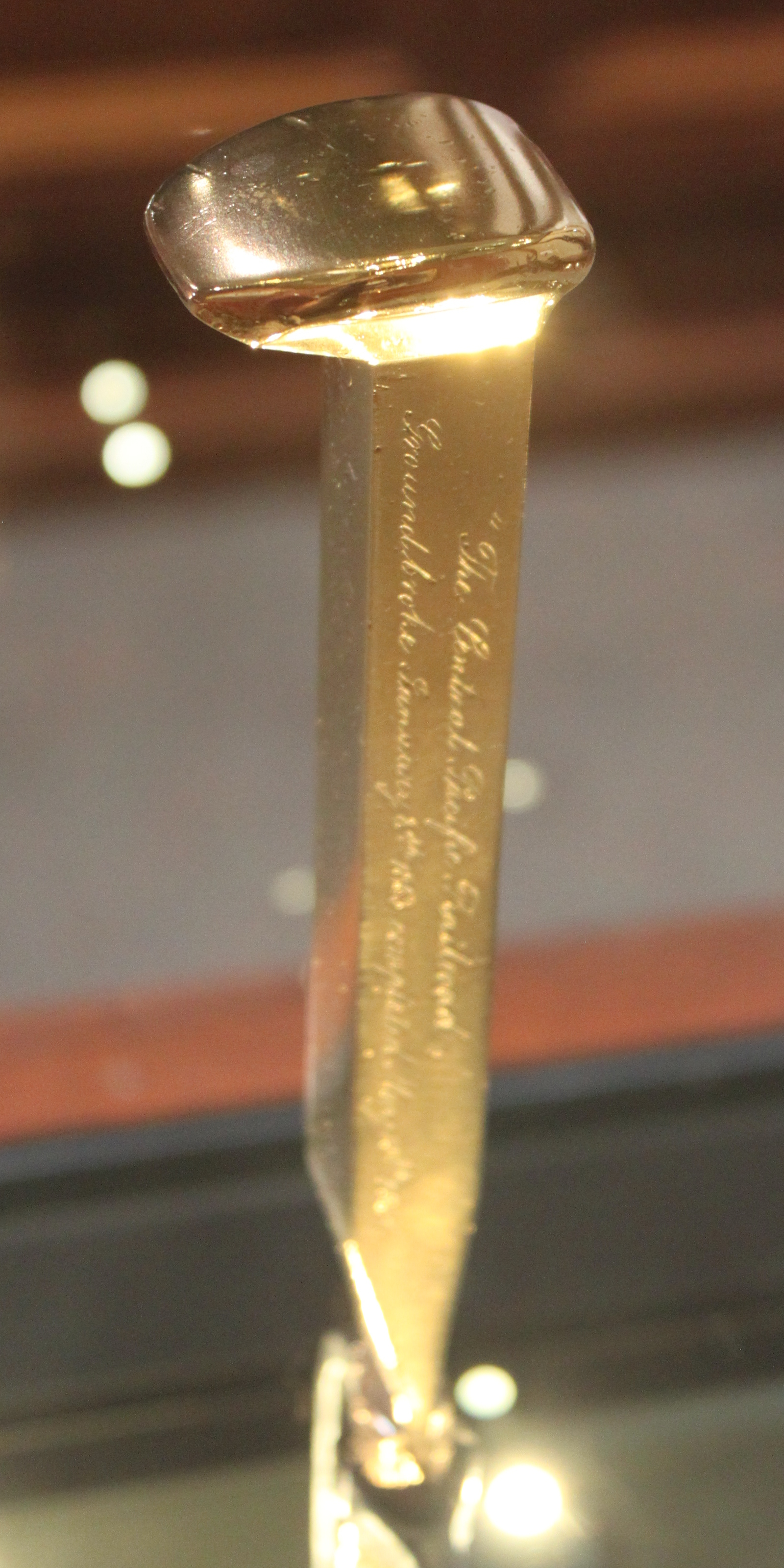
مسمار هيوز الذهبي العائلي في متحف كاليفورنيا للسكك الحديدية

أُزيلَ المسمار فوراً بعد دقه لمنع سرقته. وصُبَّ مسمار ذهبي ثانٍ، مطابق تماماً للمسمار المستخدم في الاحتفال (باستثناء التاريخ) في نفس الوقت، وربما نُقِشَ في وقت لاحق بتاريخ بروموتوري الصحيح 10 مايو 1869. لوحظ أن نقش المسمار الذهبي الأول بدا "مستعجَلاً"، في حين بدا نقش مسمار عائلة هيوز أكثر إتقاناً. احتفظت به عائلة هيوز، دون علم الجمهور، حتى عام 2005. هذا المسمار الثاني معروض الآن بشكل دائم، إلى جانب لوحة توماس هيل الشهيرة "المسمار الأخير"، في متحف كاليفورنيا للسكك الحديدية في ساكرامنتو.
تزاحم الحشد بشدة حول ستانفورد ومسؤولي السكك الحديدية الآخرين مع اقتراب القاطرات كثيراً حتى أصبح الاحتفال غير منظم نوعاً ما، مما أدى إلى روايات متباينة عن الأحداث الفعلية. على جانب يونيون باسيفيك المتجه غرباً، وُضع آخر قضيبين بواسطة الإيرلنديين؛ وعلى جانب وسط المحيط الهادئ المتجه شرقاً، ووُضِع آخر قضيبين بواسطة الصينيين. تُظهر الصورة المجسمة رقم 539 لـ إيه. جيه. راسل "الصينيين عند وضع آخر قضيب لسكك حديد يونيون باسيفيك". قام ثمانية عمال صينيين بوضع آخر قضيب، وعاش ثلاثة من هؤلاء الرجال، وهم غينغ كوي، وونغ فوك، ولي شاو، فترة كافية للمشاركة أيضاً في مسيرة الذكرى الخمسين. في ختام الاحتفال، كُرِّمَ العمال الصينييون المشاركون واحتفى بهم مسؤولو سكك حديد وسط المحيط الهادئ ورئيس البناء في تلك الطريق، جيه. إتش. ستروبريدج، في عشاء في عربته الخاصة.
رفع ستانفورد مطرقة فضية لدق المسمار النهائي، ودق المسمار في العارضة مكملاً الخط. أخطأ ستانفورد وهيوز المسمار، ولكن أُرسِلت كلمة "تم" مفرَدَةً بالتلغراف في جميع أنحاء البلاد على الرغم من ذلك. صار الحدث يُعتبر واحداً من أول الأحداث الإعلامية على المستوى الوطني في الولايات المتحدة. حُرِّكت القاطرات إلى الأمام حتى التقت كانسات العقبات الخاصة بهما، والتقطت الصور. أزيل المسمار الذهبي وعارضة الغار بعد ذلك مباشرة خشية سرقتهما، واستُبدلا بمسمار حديدي عادي وعارضة عادية. دُقَّ آخر مسمار حديدي في تمام الساعة 12:47 مساءً، مكملاً أخيراً الخط.

## ما بعد الحدث
على الرغم من أن حدث بروموتوري شهد إكمال السكة الحديدية العابرة للقارات من أوماها إلى ساكرامنتو في 10 مايو 1869، إلا أنه لم يشهد إكمال "سكة حديد المحيط الهادئ من نهر ميزوري إلى المحيط الهادئ" المصرح بها بموجب قوانين السكك الحديدية في المحيط الهادئ، ناهيك عن شبكة سكك حديدية متصلة من ساحل إلى ساحل؛ لم تكن ساكرامنتو ولا أوماها ميناءً بحرياً، ولم تكن لديهما روابط سكك حديدية حتى بعد تعيينهما محطتين طرفيتين. أكملت سكك حديد المحيط الهادئ الغربية الجزء الأغرب من السكة الحديدية العابرة للقارات من ساكرامنتو إلى خليج سان فرانسيسكو في 6 سبتمبر 1869، مع المسمار الأخير عند جسر موسدال عبر نهر سان جواكين بالقرب من لاثروب (كاليفورنيا).
تبرع المُلَّاك بعد الاحتفال بالمسمار الذهبي إلى متحف ستانفورد (الآن مركز كانتور للفنون) في عام 1898، ودُمرت عارضة الغار الأخيرة في الحرائق التي نتجت عن زلزال سان فرانسيسكو 1906. صُنِعَت نسخة طبق الأصل من عارضة الغار في أواخر عام 2024، وهي معروضة في متحف عربة الجاذبية في جبل تامالبايس.
كان على الركاب عبور نهر ميزوري بين كونسيل بلوفس وأوماها بالقارب حتى بناء جسر يونيون باسيفيك عبر نهر ميزوري في مارس 1872. تحقق رابط سكة حديد من ساحل إلى ساحل في أغسطس 1870 في ستراسبورغ، كولورادو، من خلال إكمال امتداد دنفر لـسكك حديد كانساس باسيفيك.
بُنِيَ مسار سكة حديد جديد يسمى لوسين كات-أوف متجاوزاً موقع بروموتوري من الجنوب. من خلال الذهاب غرباً عبر البحيرة المالحة الكبرى من أوغدن، يوتا، إلى لوسين، يوتا، قصر خط السكة الحديدية الجديد المسافة بمقدار 43 ميلاً وتجنب المنحنيات والمنحدرات، حيث لم تعد القطارات الرئيسية تمر عبر قمة بروموتوري.

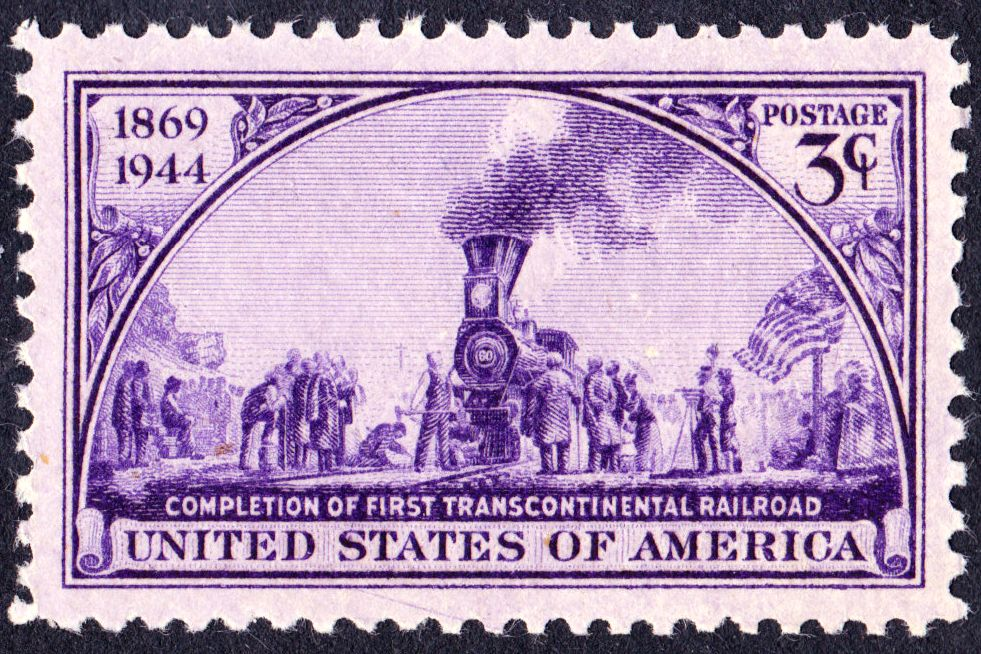
إصدار الذكرى الخامسة والسبعين للسكة الحديدية العابرة للقارات عام 1944

استُعيدت القضبان القديمة فوق قمة بروموتوري في عام 1942 للمجهود الحربي في الحرب العالمية الثانية، وأُعيد إحياء الحدث باحتفال "فك" المسمار الحديدي الأخير. كان الحدث الأصلي قد نُسي تقريباً من الجميع إلا السكان المحليين الذين نصبوا علامة تذكارية في عام 1943. أُصدِر طابع بريد تذكاري في العام التالي للاحتفال بالذكرى الخامسة والسبعين. شهدت السنوات التي تلت الحرب إحياءً للاهتمام بالحدث؛ خيث نُظِّمَت أول إعادة تمثيل في عام 1948.
أنشأ الكونغرس الموقع التاريخي الوطني للمسمار الذهبي في عام 1957 للحفاظ على المنطقة المحيطة بقمة بروموتوري بأقرب شكل ممكن لمظهرها في عام 1869. قامت مختبرات أوكونور للهندسة في كوستا ميسا، كاليفورنيا، بتصميم وبناء نسخ عاملة من القاطرات الموجودة في الاحتفال الأصلي لخدمة المتنزهات. تُسحبُ هذه المحركات وجهاً لوجه كل يوم سبت خلال الصيف لإعادة تمثيل الحدث.
قامت شركة هاي آيرون بتشغيل رحلة قطار بخاري من مدينة نيويورك إلى بروموتوري ذهاباً وإياباً للاحتفال بالذكرى المئوية لدق المسمار الأخير في 10 مايو 1969. نقل قطار غولدن سبايك سنتينيال ليمتد أكثر من 100 راكب بما في ذلك الممثل جون واين في المرحلة الأخيرة إلى سولت ليك سيتي. كما أرسلت سكك حديد يونيون باسيفيك قطاراً خاصاً للعرض وأرسل فيلق النقل في الجيش الأمريكي قطاراً خاصاً من ثلاث عربات يعمل بالبخار من فورت يوستيس، فيرجينيا.
أعلنت يوتا في ذكرى دق المسمار في 10 مايو 2006 أن تصميم قطعتها النقدية سيكون تصويراً لدق المسمار، واختيرَ تصميم المسمار الذهبي فائزاً من بين عدة تصاميم أخرى من قبل حاكم يوتا، جون هانتسمان جونيور، بعد فترة صوت خلالها سكان يوتا وعلقوا على المفضل لديهم من بين ثلاثة متأهلين للتصفيات النهائية.
أصدرت خدمة البريد الأمريكية في 10 مايو 2019 مجموعة من ثلاثة طوابع بريدية تذكارية جديدة للاحتفال بالذكرى الـ150 لدق المسمار الذهبي: طابع لقاطرة جوبيتر، وطابع لقاطرة رقم 119، وطابع للمسمار الذهبي.

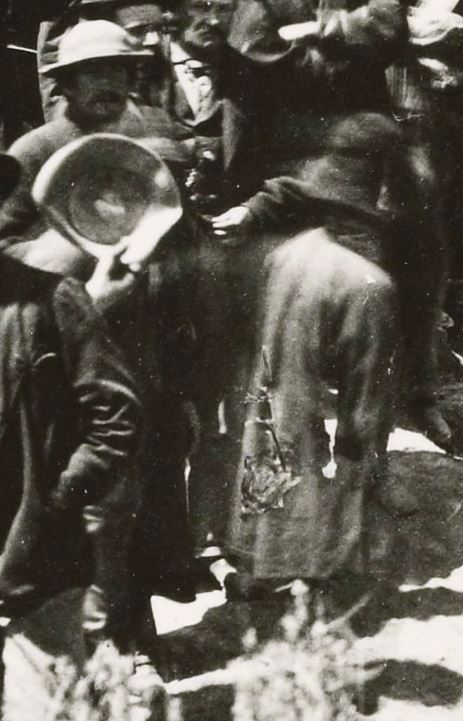
تفصيل من صورة إيه. جيه. راسل "المصافحة"، تظهر رجلين حددتهما جامعة ستانفورد بصفتهما عاملين صينيين في احتفال المسمار الذهبي

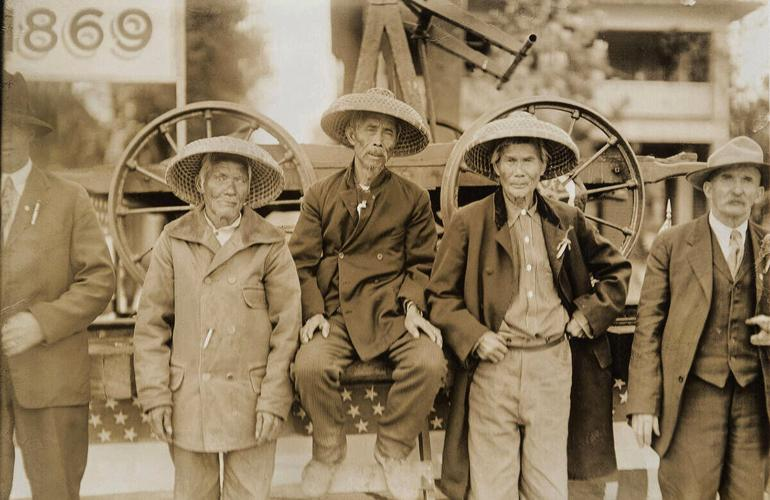
وونغ فوك، لي تشاو، وغينغ كوي مع عربة في موكب في أوغدن، يوتا؛ خلال موكب عام 1919 للاحتفال بالذكرى الخمسين لإكمال السكة الحديدية العابرة للقارات

لا تزال أسطورة شائعة تقول إن العمال الصينيين غير مرئيين في صورة إيه. جيه. راسل الشهيرة "صورة الشمبانيا" لاحتفال المسمار الأخير. كان العديد من العمال الصينيين غائبين عن احتفال المسمار الذهبي في عام 1869 على الرغم من مساهمتهم الهائلة في إكمال السكة الحديدية. عمل أكثر من 12,000 صيني في بناء خط السكة الحديدية من الغرب، وكان 80% من عمال السكة الحديدية من الصينيين. في الذكرى الـ145 لاحتفال المسمار الذهبي جمع كوركي لي أكثر من 200 شخص من الصينيين والأمريكيين الصينيين ومجموعات آسيوية أمريكية أخرى من منطقة المحيط الهادئ لإنشاء ما أسماه "العدالة الفوتوغرافية".
- صورة التقطها أندرو جوزيف راسل للاحتفال بعد دق "المسمار الأخير" في قمة بروموتوري، يوتا، 10 مايو 1869. أُزيلت زجاجات الخمر الموجودة في وسط الصورة من بعض النسخ اللاحقة حفاظاً على مشاعر حركة الاعتدال.
- احتفال بإكمال السكة الحديدية العابرة للقارات، 10 مايو 1869.
- قاطرة جوبيتر تقود القطار الذي حمل المسمار، وليلند ستانفورد، أحد "الأربعة الكبار" مالكي سكك حديد وسط المحيط الهادئ، ومسؤولين آخرين في السكك الحديدية إلى احتفال المسمار الذهبي.

## وصلات خارجية
- الموقع التاريخي الوطني للمسمار الذهبي - موقع دائرة المتنزهات الوطنية
- "الموقع التاريخي الوطني للمسمار الذهبي: دراسة تاريخية" - دائرة المتنزهات الوطنية
- صور من مكتبة الكونغرس
- سجلات المسمار الذهبي - الأرشيف الوطني
- موقع يونيون باسيفيك للمسمار الذهبي
- متحف السكة الحديدية المركزية للمحيط الهادئ
- معلومات سياحية عن المسمار الذهبي - موقع يوتا للسياحة